# 过敏原
过敏原（英語：allergen）又称变应原、致敏原、过敏物、致敏物，是指能引起过敏的物质。严格地说，过敏原是一种能促进在特应性个体发生I型超敏反应的非寄生抗原。

## 分类
尘螨的排泄物、花粉和宠物的皮屑是所有过敏原中最常见的，其他物质也会引起过敏，如氯气、香水和蜂王浆。虽然食物过敏没有食物不耐性常见，但对于很多人而言，一些诸如花生、坚果、海鲜和贝类的食物能引起严重的过敏症。
美国食品药品监督管理局官方认定引起大部分敏感人群的过敏反应的八种食品，其中包括花生、树坚果、鸡蛋、牛奶、贝类、鱼类、含麩質（gluten）小麦及小麦制品、大豆及大豆制品，以及浓度在10ppm或以上的亚硫酸盐。由于每个国家的人的遗传特征、接触到的食品种类和频率各异，所以官方划定的过敏原种类也会不同。加拿大除了上述认定的八种外，还有芝麻籽和芥末。
任何一种直接接触过敏原的方式都会引起过敏反应，包括吃喝（摄取）过敏物，吸入花粉、香水或宠物皮屑，接触能引起过敏的植物后摩擦皮肤（直接接触，通常会造成麻疹）。严重过敏症的起因中常见的还有黄蜂、火蚁、蜜蜂的蜇、青霉素和乳胶，而全身过敏反应是一种极严重的过敏反应。其中一种治疗方法是为发生全身过敏反应的人注射无菌的肾上腺素，以抑制身体对过敏原的过度反应，使病人能在这段时间内被转移到医疗场所进行治疗。

## 常见过敏原

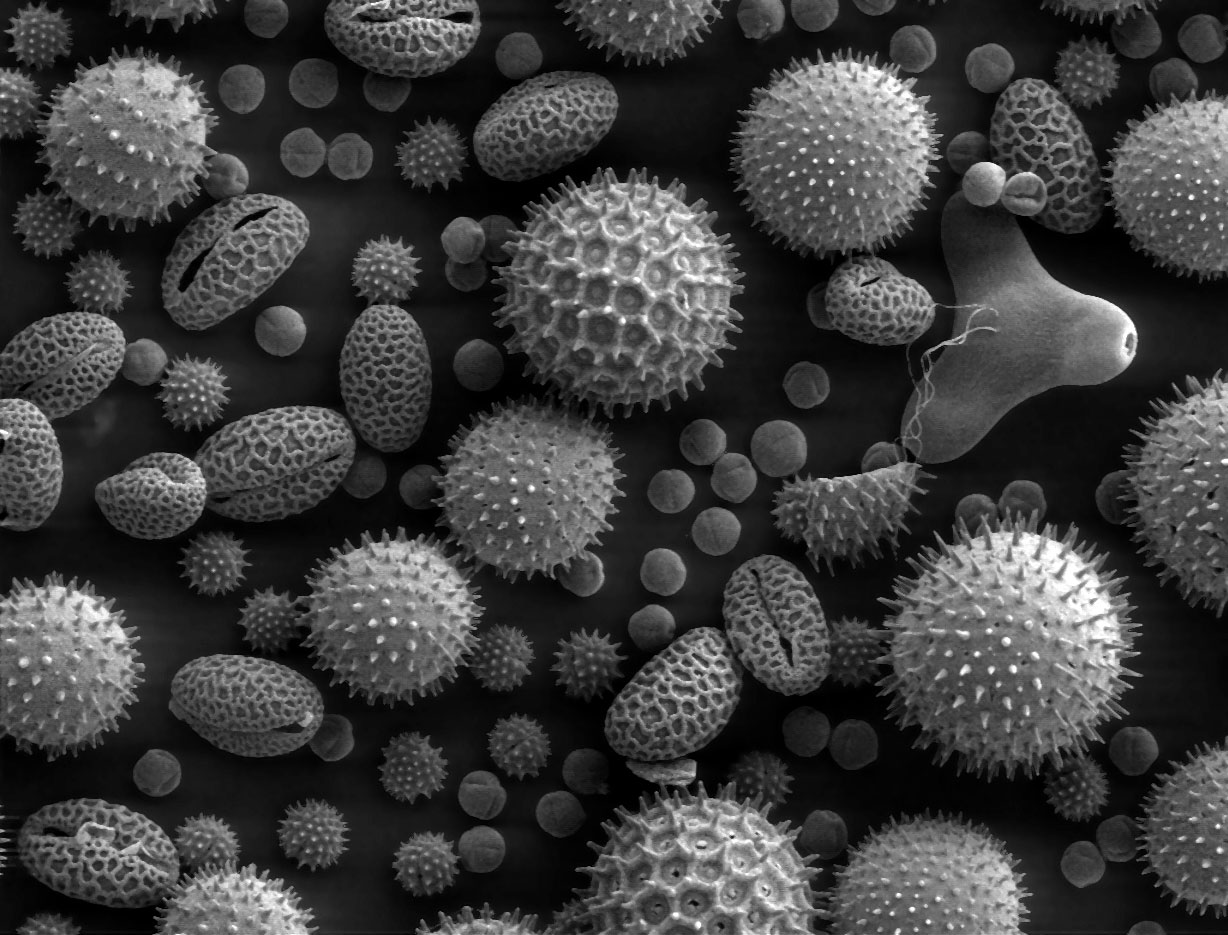
在扫描电子显微镜下的多种植物花粉。花粉是非常常见的过敏原。

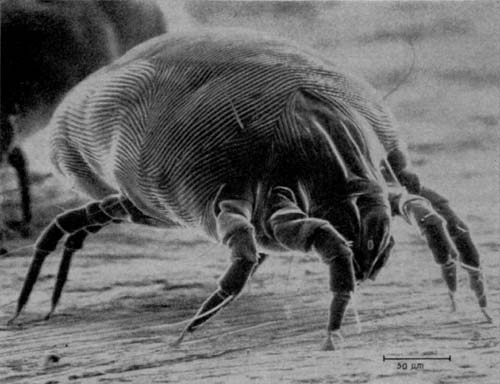
尘螨及其排泄物、甲壳素是家居常见的过敏原。

除了疫苗和输血时的异体血清中的异体蛋白外，常见过敏原还包括：
- 动物产物
  - Fel d 1（猫过敏症）
  - 毛皮、皮屑
  - 蟑螂的萼
  - 羊毛
  - 尘螨排泄物
- 药物
  - 青霉素（盘尼西林）
  - 磺胺类药物
  - 水杨酸类药物（天然存在于很多果实中）
  - 局部麻醉剂
- 食物
  - 芹菜、块根芹菜 [5]
  - 玉米
  - 鸡蛋（通常是蛋白）
  - 水果
    - 南瓜

  - 豆类和荚果
    - 豆类
    - 豌豆
    - 花生
    - 大豆
    - 小黃瓜

  - 牛奶
  - 海鲜
  - 芝麻[6]
  - 大豆
  - 坚果
    - 碧根果（美国山核桃）
    - 杏仁

  - 小麦［含麩質（gluten）］
  - 蕎麥
- 昆虫蜇
  - 蜜蜂蜇释放的毒液
  - 黄蜂蜇释放的毒液
  - 蚊子蜇
- 霉菌孢子
- 其他
  - 乳胶
  - 金属
- 植物花粉［花粉症（过敏性鼻炎、鼻敏感）］
  - 草 — 黑麦草、猫尾草
  - 野草 — 豚草、车前草、荨麻、艾蒿、藜、酸模
  - 树木 — 桦木属、桤木属、榛属、鹅耳枥、七叶树属、柳树、杨属、悬铃木属、椴树属、木犀榄属、美国雪松

## 季节性过敏
季节性过敏症状通常在一年中的某段时间内发作，这段时间通常也是春季、夏季或者秋季期间，树木和草开始传授花粉的时候。不同树木或草的传授花粉的时间不同，例如，栎属、榆属和枫属树木在春季，狗牙根、猫尾草和果园草则在夏季。
对草过敏通常跟花粉症有关，因为它们的症状和起因都在某种程度上彼此相似。其症状包括能引起打喷嚏和流鼻涕的鼻炎和能引起眼睛流泪和发痒的过敏性结膜炎，同时也会感受到口腔上腭和咽喉后部在发痒。
另外，根据不同季节，症状也有可能更严重，可能引起咳嗽、喘鸣和烦躁。一小部分人还会变得抑郁，食欲不振或睡眠出现问题。此外，因为鼻窦也有可能充血肿胀，一些人也会出现头痛的症状。可预防性的使用抗过敏的眼药水奥洛他定（帕坦洛）进行治疗。